# 阿根廷大奖赛
阿根廷大奖赛（西班牙語：Gran Premio de Argentina）曾是一级方程式赛车巡回锦标赛，共举办21届，均位于胡安與奧斯卡·加爾韋斯賽道，并分为三个阶段：1953年至1960年、1971年至1981年、和1995年至1998年，其中1959年和1976年未举办。
阿根廷大奖赛获得最多冠军是阿根廷车手胡安·曼努埃尔·范吉奥（4次），同时也是唯一获得冠军的阿根廷本土车手。

## 历史
布宜诺斯艾利斯大奖赛在科斯塔内拉赛道于1930年开始进行，自1941年改到雷蒂罗赛道进行。在大奖赛中断六年后和胡安·裴隆上任后，在自由方程式规则下，1947年雷蒂罗赛道两度进行比赛。
大奖赛经常吸引巴西和欧洲车手以及在欧洲参赛的阿根廷车手，例如胡安·曼努埃尔·范吉奥和何塞·弗罗伊兰·冈萨雷斯。1948年大奖赛赛季，大奖赛移至巴勒莫赛道进行。1951年赛季北科斯塔内拉赛道举办其最后三场大奖赛。1953年至1960年、1972年至1981年以及1995年至1998年期间，大奖赛在10月17日赛道举行。

### 背景
1940年代末，随着战后欧洲复办大奖赛，几位阿根廷车手决定前往欧洲积累经验，在1947年阿根廷汽车俱乐部邀请欧洲车手来到阿根廷参赛。那次经历如此成功，以至于在1949年，当时欧洲最伟大的车手（如路易吉·维洛雷西、阿尔贝托·阿斯卡里、朱塞佩·法里纳）又来参赛。当时的比赛都在公园和公共道路上举行。
阿根廷曾被考虑到参与1950年一级方程式世界锦标赛，但缺乏合适赛道。为了使锦标赛具有世界性，只好纳入印第安納波利斯500。受阿根廷车手胡安·曼努埃尔·范吉奥鼓舞，时任阿根廷总统胡安·多明戈·庇隆推动了赛道建设。

### 庇隆杯及大奖赛早期 (1952–1960)
赛道的首场赛事是1952年3月的庇隆杯（西班牙語：Copa Perón），冠军是范吉奥。1953年，首场非欧洲赛道的F1大奖赛在此举行。当年，玛莎拉蒂车手范吉奥因变速器故障退赛。首场比赛冠军由法拉利车手阿尔贝托·阿斯卡里。一场不幸的事故导致了九人死亡

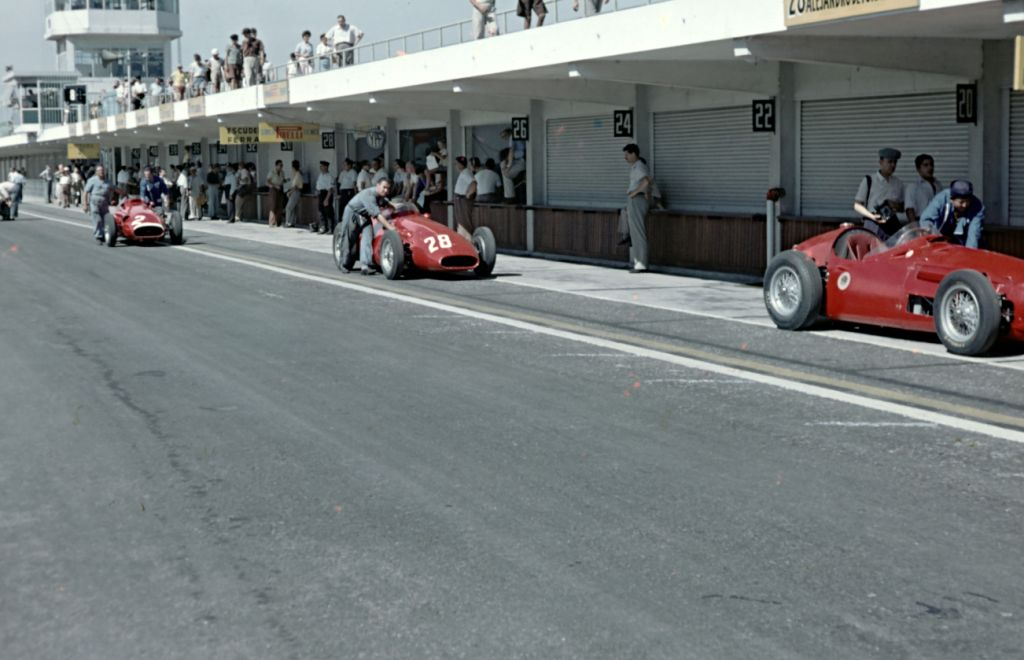
1957年阿根廷大奖赛

次年，范吉奥获得冠军，并在连续三届获得冠军。1958年，史特靈·莫斯驾驶Cooper T43获得胜利。范吉奥退役后，阿根廷大奖赛从1961年F1赛历中消失，在十年后回归。

### 70年代的回归 (1971–1981)
1971年，阿根廷大奖赛进行了一场无积分比赛，其中Matra车手克里斯·阿蒙夺得第一、Henri Pescarolo第二，而阿根廷车手卡洛斯·瑞特曼获得第三。1972年，阿根廷大奖赛正式回归赛历，阿根廷车手瑞特曼也在周六排位赛夺得杆位，并在周日正赛落后两圈获得第七，而杰基·斯图尔特夺得正赛冠军。
1974年大奖赛，瑞特曼驾驶Brabham BT44表现出色，但在最后一圈因燃油耗尽不得不退赛。新西兰人丹尼·哈默夺得冠军。
一级方程式阿根廷大奖赛一直举办到1981年。

### 最后一次回归 (1995–1998)
1991年，一家私人财团买下赛道并进行翻修。时任总统卡洛斯·梅内姆想要复办阿根廷大奖赛。阿根廷大奖赛最终在1995年回归，并由戴蒙·希爾获得冠军。1996年达蒙·希尔也拿下冠军（同年拿下总冠军），1997年由雅克·维伦纽夫获得冠军。不幸的是1998年往后，因管理方原因不再举行大奖赛。，而1998年是阿根廷大奖赛最后一次举办，当届冠军是法拉利车手迈克尔·舒马赫。1999年，阿根廷大奖赛出现在临时赛历中，但最终被排除在外。

## 冠军

### 多次奪冠車手
粗體表示該車手現在仍參加世界一級方程式錦標賽
| 次数 | 车手                 | 年度                   |
| ---- | -------------------- | ---------------------- |
| 4    | 胡安·曼努埃尔·范吉奥 | 1954、1955、1956、1957 |
| 2    | 埃默松·菲蒂帕尔迪    | 1973、1975             |
| 2    | 达蒙·希尔            | 1995、1996             |

### 多次奪冠車隊
粗體表示該車隊現在仍參加世界一級方程式錦標賽
| 次数 | 车队     | 年度                   |
| ---- | -------- | ---------------------- |
| 4    | 威廉斯   | 1980、1995、1996、1997 |
| 3    | 法拉利   | 1953、1956、1998       |
| 2    | 瑪莎拉蒂 | 1954、1957             |
| 2    | 庫珀     | 1958、1960             |
| 2    | 麥拉倫   | 1974、1975             |
| 2    | 蓮花     | 1973、1978             |

### 歷屆冠軍
粉紅色背景表示該賽事不屬於一級方程式世界錦標賽

第十五賽道佈局（1974–1981）

第九賽道佈局（1971–1973）

第二賽道佈局（1953–1960）（1954為逆時針方向）

| 年份        | 車手                             | 車隊          | 賽道                            | 報告 |
| ----------- | -------------------------------- | ------------- | ------------------------------- | ---- |
| 1953        | 阿爾貝托·阿斯卡里                | 法拉利        | 第二胡安與奧斯卡·加爾韋斯賽道   | 報告 |
| 1954        | 胡安·曼努埃尔·范吉奥             | 瑪莎拉蒂      | 第二胡安與奧斯卡·加爾韋斯賽道   | 報告 |
| 1955        | 胡安·曼努埃尔·范吉奥             | 梅賽德斯      | 第二胡安與奧斯卡·加爾韋斯賽道   | 報告 |
| 1956        | 路易吉·穆索 胡安·曼努埃尔·范吉奥 | 法拉利        | 第二胡安與奧斯卡·加爾韋斯賽道   | 報告 |
| 1957        | 胡安·曼努埃尔·范吉奥             | 瑪莎拉蒂      | 第二胡安與奧斯卡·加爾韋斯賽道   | 報告 |
| 1958        | 史特靈·莫斯                      | 库珀–顶点     | 第二胡安與奧斯卡·加爾韋斯賽道   | 報告 |
| 1959        | 停辦                             | 停辦          | 停辦                            | 停辦 |
| 1960        | 布鲁斯·迈凯伦                    | 库珀–顶点     | 第二胡安與奧斯卡·加爾韋斯賽道   | 報告 |
| 1961 – 1970 | 停辦                             | 停辦          | 停辦                            | 停辦 |
| 1971        | 克里斯·阿蒙                      | 馬特拉        | 第九胡安與奧斯卡·加爾韋斯賽道   | 報告 |
| 1972        | 傑奇·史都華                      | 蒂勒尔–福特   | 第九胡安與奧斯卡·加爾韋斯賽道   | 報告 |
| 1973        | 埃默松·菲蒂帕尔迪                | 蓮花–福特     | 第九胡安與奧斯卡·加爾韋斯賽道   | 報告 |
| 1974        | 丹尼·哈默                        | 麥拉倫–福特   | 第十五胡安與奧斯卡·加爾韋斯賽道 | 報告 |
| 1975        | 埃默松·菲蒂帕尔迪                | 麥拉倫–福特   | 第十五胡安與奧斯卡·加爾韋斯賽道 | 報告 |
| 1976        | 停辦                             | 停辦          | 停辦                            | 停辦 |
| 1977        | 朱迪·謝科特                      | 沃尔夫–福特   | 第十五胡安與奧斯卡·加爾韋斯賽道 | 報告 |
| 1978        | 馬里奧·安德烈蒂                  | 蓮花–福特     | 第十五胡安與奧斯卡·加爾韋斯賽道 | 報告 |
| 1971        | 雅克·拉菲特                      | 利吉耶–福特   | 第十五胡安與奧斯卡·加爾韋斯賽道 | 報告 |
| 1980        | 阿蘭·瓊斯                        | 威廉斯–福特   | 第十五胡安與奧斯卡·加爾韋斯賽道 | 報告 |
| 1981        | 尼爾森·畢奇                      | 布拉漢姆–福特 | 第十五胡安與奧斯卡·加爾韋斯賽道 | 報告 |
| 1982 – 1994 | 停辦                             | 停辦          | 停辦                            | 停辦 |
| 1995        | 达蒙·希尔                        | 威廉斯–雷諾   | 第六胡安與奧斯卡·加爾韋斯賽道   | 報告 |
| 1996        | 达蒙·希尔                        | 威廉斯–雷諾   | 第六胡安與奧斯卡·加爾韋斯賽道   | 報告 |
| 1997        | 雅克·維倫紐夫                    | 威廉斯–雷諾   | 第六胡安與奧斯卡·加爾韋斯賽道   | 報告 |
| 1998        | 麥可·舒馬克                      | 法拉利        | 第六胡安與奧斯卡·加爾韋斯賽道   | 報告 |